# Macrocheles hyatti
Macrocheles hyatti är en spindeldjursart som beskrevs av Krantz och Filipponi 1964. Macrocheles hyatti ingår i släktet Macrocheles och familjen Macrochelidae. Inga underarter finns listade i Catalogue of Life.